# フェルナンダ・モンテネグロ
フェルナンダ・モンテネグロ (Fernanda Montenegro，1929年10月16日 - ) は、ブラジルの女優。ブラジルを代表する女優の1人であるだけでなく、広く史上最高のブラジル人女優とみなされており、ブラジルの演劇、映画、舞台芸術界の貴婦人とも呼ばれる。
60年以上にわたるキャリアの中で、国内外で様々な賞を受賞しているが、1999年には「ブラジル舞台芸術における優れた功績が認められ、当時のブラジル連邦共和国大統領フェルナンド・エンリケ・カルドーゾからブラジルの民間人に対する最高の栄誉である国家功労勲章を授与された。

## 略歴
フェルナンダ・モンテネグロは、ポルトガル出身の整備士であるヴィトーリオ・エステベス・ダ・シルバと、サルデーニャ島出身のイタリア人の娘で主婦のカルメン・ニエドゥ・ピネイロ・エステベス・ダ・シルバの娘、アルレット・ピネイロ・エステベス・ダ・シルバとして生まれた。

1967年のフェルナンダ・モンテネグロ。ブラジル国立アーカイブ。

1940年代後半、有名な演劇作品をラジオで放送していた。1950年に『Alegres Canções nas Montanhas』に出演し、演劇界での芸術家としてのキャリアをスタートさせた。その後ブラジルにおけるテレビのパイオニアとなり、1951年から1970年にかけて、いくつかのテレビ作品に出演した。1954年、フェルナンド・トーレスと結婚し、2008年にトーレスが亡くなるまでその関係は続いた。
1960年代初頭にサンパウロに移住したモンテネグロは、当初は演劇のみに取り組んだ。1962年、第一子の息子クラウディオ・トーレスを出産する。1963年にテレビ小説『Pouco Amor Não é Amor』でテレビドラマの最初の役を得ると次々と注目される役を演じるようになる。1965年、『A Falecida』で最初の映画出演を果たし、数々の映画賞を受賞した。同年、第二子となる娘フェルナンダ・トーレスを出産する。
1970年代を通してテレビ出演から離れ、演劇と映画のキャリアに注力した。それでも、1973年にエウリピデスの古典劇『王女メディア』でテレビ出演を果たし、批評家から絶賛された。
1980年代はモンテネグロがテレビに完全復帰した時期であった。特に、恋愛関係の様々な段階で経験する絶え間ない口論を軽快に描いたコメディ『Guerra dos Sexos 』（1983年）は大ヒットを記録し、再びブラジルのポップカルチャーに大きな印象を残した。この作品などの演技で、サンパウロ美術評論家協会が主催するテレビ部門主演女優賞を3度受賞した。
1990年代初頭、テレビ界で再び成功を収めるが、1997年、待望のコメディ復帰作となったテレビ小説『Zazá』で主役を演じたものの、批評家と観客の期待に応えられなかった。大失敗から挽回しようと何度も変更を重ねたものの、すぐに打ち切られた。かなりの期待外れだったにもかかわらず、1998年に主演したウォルター・サレスの映画『セントラル・ステーション』に出演すると評価は一変する。ブラジル人女優としては初めて米国アカデミー賞主演女優賞、ゴールデングローブ賞主演女優賞（ドラマ部門）にノミネートされ、ナショナル・ボード・オブ・レビュー賞、ロサンゼルス映画批評家協会賞、ベルリン国際映画祭女優賞を受賞するなど、ブラジル映画界では前例のない国際的な称賛を得た。
その後国際的な活躍を期待され、1999年の『Gêmeas』や2000年の『O Auto da Compadecida』で重要な役を演じ、国内で高い評価を受けたが、国際的な成功は限定的だった。2004年には『O Outro Lado da Rua』でベルリン映画祭やサンセバスチャン国際映画祭など複数の賞を受賞し、『オルガ』や『Redentor』でも活躍したが、国際的な注目は得られなかった。2005年の『Casa de Areia』では娘のフェルナンダ・トーレスと共演し、国内で高い評価と複数の賞にノミネートされたが、オスカー選考では別の作品に押され、2007年には『コレラの時代の愛 』で初の英語映画に出演した。
2024年、95歳のモンテネグロは、フランスの作家でフェミニスト活動家のシモーヌ・ド・ボーヴォワールによる自伝『La Cérémonie des adieux （1981年）』の哲学的な朗読会をイビラプエラ公園で行い、1万5000人の観客を集め、ギネス世界記録に認定された。同年、娘のフェルナンダ・トーレスが主演するウォルター・サレス監督の『アイム・スティル・ヒア』で主人公の老年期を演じた。本作は、アカデミー賞国際長編映画賞を受賞し、アカデミー賞を受賞した初のブラジル製作映画となった。また、娘のフェルナンダ・トーレスもモンテネグロに次いで史上2人目となるブラジル人としてのアカデミー主演女優賞ノミネートも果たした。

## 主な出演作品
- 終わりよければ Tudo Bem (1978)
- クアトロ・ディアス O Que É Isso, Companheiro? (1997)
- セントラル・ステーション Central do Brasil (1998)
- オルガ Olga (2004)
- コレラの時代の愛 Love in the Time of Cholera  (2007)
- リオ、アイラブユー Rio, Eu Te Amo (2014）
- 見えざる人生 A Vida Invisível (2019)
- アイム・スティル・ヒアAinda Estou Aqui  (2024)

## 参照
1. ↑  “Dama do teatro, Fernanda Montenegro comemora 80 anos” (ポルトガル語). Terra 2025年7月23日閲覧。
2. ↑  “.:: Canal Teatro - Encontre teatros e peças de teatro ::.”. www.canalteatro.com.br. 2025年7月23日閲覧。
3. ↑  “[http://diariodonordeste.globo.com/1999/04/13/013.htm 13/04/1999
Atriz Fernanda recebe maior comenda da República

- Di�rio do Nordeste]”. diariodonordeste.globo.com. 2025年7月23日閲覧。
4. ↑  “ISTOÉ Gente”. www.terra.com.br. 2025年7月23日閲覧。
5. ↑  “Fernanda Montenegro - Site Oficial - Universo Online”. www2.uol.com.br. 2025年7月23日閲覧。
6. ↑  “Veja 27/01/99”. veja.abril.com.br. 2025年7月23日閲覧。
7. ↑  “Fernanda Montenegro conquista recorde no Guinness Book e se emociona” (ポルトガル語). G1 (2024年11月14日). 2025年7月23日閲覧。
8. ↑  “Os detalhes do novo filme de Walter Salles com Fernanda Montenegro | Em Cartaz” (ポルトガル語). VEJA. 2025年7月23日閲覧。
9. ↑  Barnes, Brooks (2025年3月2日). “Highlights From the 2025 Oscars: ‘Anora’ Wins Five Awards, Including Best Picture” (英語). The New York Times. ISSN 0362-4331 2025年7月23日閲覧。
10. ↑  Davis, Clayton (2025年3月3日). “‘I’m Still Here’ Makes Oscar History as First Brazilian Film to Win International Feature Category” (英語). Variety. 2025年7月23日閲覧。